# 横浜スタジアム審判集団暴行事件
横浜スタジアム審判集団暴行事件（よこはまスタジアムしんぱんしゅうだんぼうこうじけん）は、1982年（昭和57年）8月31日に横浜スタジアムで行われたプロ野球セントラル・リーグ（以下「セ・リーグ」）の横浜大洋ホエールズ（現：横浜DeNAベイスターズ。以下「大洋」／ホーム）対阪神タイガース（以下「阪神」／ビジター）の試合で発生した、阪神側による審判員に対する暴行事件である。後述のとおり、刑事事件に発展した。
「暴虎事件」等と呼ばれることもある。

## 問題のプレイ
7回表（得点は1-1）、この回の阪神の先頭打者である藤田平は三塁前に飛球を打ち上げた。最初は捕手の辻恭彦が捕るつもりで追っていたが、三塁手の石橋貢が捕球態勢に入ったので、辻は石橋に任せた。ところが石橋はこれを捕球できず、ボールは後方のフェアゾーンに落ちた。バウンドした打球は本塁 - 三塁間のファウルラインを越えてファウルゾーンに転がり出た。この打球を、鷲谷亘三塁塁審はファウルボールと判定した。
この判定に対して阪神側は、まず河野旭輝三塁ベースコーチが、「打球がフェアゾーンで石橋のグラブに触れてからファウルゾーンに出たからフェアの打球だ」と主張して抗議を始めた。鷲谷塁審は打球が石橋のグラブに触れていないとしてファウルボールと判定しているので、本事件はルールの適用ではなく、純然たる事実認定をめぐる抗議だった。阪神側は、さらに島野育夫一塁ベースコーチ、ベンチを飛び出した柴田猛コーチ、さらには選手のほぼ全員が加わり、三塁側ファウルゾーンフェンス付近で鷲谷塁審を取り囲んだ。フェンスの向こうにはこの後の暴力行為に声援を送り続ける阪神ファンもいた。この時阪神の選手で止めに入った選手は真弓明信のみであったという。
なお、この試合の中堅手であった高木豊は自身のYouTubeチャンネルで後で石橋にグラブに当たったのか確認したところ、真っ青な顔で「当たった」と打ち明けたと話している。

## 暴行
島野、柴田両コーチは、取り囲まれた鷲谷塁審を抑えつけ、殴る蹴るの暴行を加えた。さらに止めに入った岡田功球審ら他の審判員に対しても、同様に殴る蹴るの暴行を加え、岡田球審はグラウンドにうずくまった。島野、柴田両コーチには直ちに退場が宣告されたが、2人はその後もしばらく暴行を続けた。
この試合の責任審判でもあった岡田球審は、「暴力団のようなチームと試合できるか!!」とプロテクター（当時はインサイドプロテクターではなく、手に持っていたアウトサイドプロテクター）をたたきつけて怒り、審判団を引き揚げさせた。
阪神側は安藤統男監督が控室を訪れて陳謝し、中断時間10分程で、岡田球審が「大変痛めつけられましたが、柴田、島野両コーチを退場させて試合を再開します」と異例の表現で場内アナウンスし、試合を再開することとなった。なお、審判団は没収試合も考えていたが、上記の陳謝があったことと夏休み最後の日で多かった観客への配慮から続行を決めたという。
この試合は、テレビ神奈川、サンテレビ等で放送されていた。試合の結果は、問題の飛球を打ち上げた藤田が9回に2点本塁打を放ち、阪神が3対1で勝利した。

### 背景
この日の試合では、4回に阪神の先発投手藤原仁のボークで同点となった判定に阪神側が抗議して8分間試合が中断していた。5回には、ストライク・ボールの判定に対する苦情を理由に阪神の打者グレッグ・ジョンストンが本塁を汚したことに対して、岡田球審が「ベースを掃け」と迫った。
このように、阪神側が岡田球審ら審判団の判定に再三不服を主張し、審判団が毅然とした態度で応対していたことが背景にあると当時の報道で指摘された。

### 捜査
神奈川県加賀町警察署は、試合終了後に岡田球審、鷲谷塁審、手沢庄司二塁塁審の3人から事情を聴取し、傷害事件として捜査を始めた。この過程で、審判員の怪我は、岡田球審が全治2週間、鷲谷塁審が全治1週間という診断が下された。
同警察署は9月2日に島野、柴田両コーチに任意で出頭を求めて取り調べを行った。プロ野球のコーチ、選手が試合に関連して警察の取り調べを受けることは極めて異例であったという。これを受け、阪神は「10日間活動禁止」なる処分を2人に下したと発表した。
横浜地方検察庁は9月29日に島野、柴田両コーチを略式起訴し、横浜簡易裁判所は2人に罰金5万円の略式命令を出した。

### 評価
この試合結果を報ずる日本経済新聞は、「暴力団まがい」とした。
スポーツジャーナリストの二宮清純は自著『平成プロ野球改造論』で「世紀末集団暴行事件」と呼び、三浦真一郎元審判員のコメントとして「（審判は選手らに比べて）人数的に少ない、しかも無抵抗の審判を取り囲んで、殴る蹴るなんて言語道断」と引用している。
阪神側は「タイガースの球史に汚点を残した」と位置づけた。

## 処分
9月1日、セ・リーグの鈴木龍二会長は、世論の硬化と日本野球機構の下田武三コミッショナーの勧告もあって島野、柴田両コーチに「無期限出場停止」なる処分を下した。ただ、鈴木会長は岡田球審に「審判の商売道具であるプロテクターを投げることは何事だ」とし、鈴木会長は、阪神側が島野、柴田両コーチを球団職員としてその身分を保証することを容認するなど早期の復帰を前提とした姿勢を鮮明にし、9月4日、「必ずしも今後、いかなる場合でも永久に処分の解除を否定した考えではありません」という声明書を発表した。同年12月阪神は柴田、島野両名を球団職員に転籍させた。
その後、島野、柴田両名が事件について反省の意を示したことや、上記の鈴木会長の意向もあり、1983年3月24日、2人に対する処分が解除され、阪神はあらためて2人とコーチ契約を行った。
島野、柴田両名の永久追放が避けられたのは、オーナー会議でヤクルト松園尚巳オーナーが「彼らを救うことは出来ないか」と声を上げたことが大きく、安藤統男は後にヤクルトコーチに就任した際に松園に謝意を伝えている。

## スコア
|      | 1 | 2 | 3 | 4 | 5 | 6 | 7 | 8 | 9 | R | H | E |
| ---- | - | - | - | - | - | - | - | - | - | - | - | - |
| 阪神 | 0 | 0 | 1 | 0 | 0 | 0 | 0 | 0 | 2 | 3 | 7 | 0 |
| 大洋 | 0 | 0 | 0 | 1 | 0 | 0 | 0 | 0 | 0 | 1 | 3 | 3 |

1. 勝利：山本和行（13勝7敗19S）
2. 敗戦：遠藤一彦（11勝14敗1S）
3. 本塁打
神：藤田平6号
4. 観客動員数: 22,000人